# Dalian World Trade Center
Le Dalian World Trade Center est un gratte-ciel de 242 mètres construit en 2000 à Dalian en Chine.